# ГАЕС Гуанчжоу
ГАЕС Гуанчжоу (广州蓄能电站) — гідроакумулювальна електростанція на півдні Китаю у провінції Гуандун. Резервуари станції створені на правобережжі Ніулан, лівої притоки річки Liúxīhé, котра займає район між нижніми течіями Бейцзян та Дунцзян і приєднується до їх спільної дельти Чжуцзян у місті Гуанчжоу.
Верхній резервуар станції створили на струмку Zhàodàshuǐ за допомогою кам’яно-накидної греблі із бетонним облицюванням висотою 68 метрів, довжиною 319 метрів та шириною по гребеню 7 метрів. Вона утримує водосховище із площею поверхні 1,2 км2, об’ємом 24,1 млн м3 (корисний об’єм 16,7 млн м3) та коливанням рівня поверхні у операційному режимі між позначками 797 та 817,8 метра НРМ.
Нижній резервуар створили на річечці Xīlìhé за допомогою греблі із ущільненого котком бетону висотою 44 метра та довжиною 153 метра. Вона утримує водосховище із площею поверхні 1,6 км2, об’ємом 23,4 млн м3 (корисний об’єм 17,1 млн м3) та коливанням рівня поверхні у операційному режимі між позначками 275 та 287,4 метра НРМ.
Між цими водоймами розташовані два підземні машинні зали, введені в експлуатацію у 1994 та 2000 роках. Вони мають розміри по 147х21 метра при висоті 45 метрів та 48 метрів. Зал першої черги розташований на тунельній трасі довжиною 3,8 км, яка зокрема включає виконані в діаметрі 9 метрів верхній та нижній тунелі довжиною 0,9 км та 1,5 км відповідно, а також напірний тунель довжиною 1,1 км з діаметром 8,5 метра (безпосередня подача води до гідроагрегатів здійснюється через чотири патрубки з діаметром по 3,5 метра). У складі системи також діють два вирівнювальні резервуари - верхній висотою 38 метрів з діаметром від 9 до 18 метрів та нижній висотою 63 метра з діаметром від 9 до 20 метрів. Тунельна траса другої черги має схожі характеристики, проте її загальна довжина становить 4,4 км (в тому числі нижній тунель довжиною 2,2 км). 
Основне обладнання станції становлять вісім оборотних турбін типу Френсіс максимальною потужністю по 347,7 МВт у генераторному та 326,1 МВт у насосному режимах (загальний номінальний показник станції зазначається як 2400 МВт). Вони використовують напір від 510 до 542 метрів (номінальний напір 514 метрів) та мають проектну виробітку 4,9 млрд кВт-год електроенергії на рік. 
Зв’язок із енергосистемою забезпечується за допомогою ЛЕП, розрахованою на роботу під напругу 500 кВ.